# Reinhard Ludwig von Gemmingen
Reinhard Ludwig von Gemmingen (* 8. Februar 1837; † 24. Oktober 1871) war k.k. Kämmerer und Grundherr in Beihingen.

## Leben
Er war ein Sohn des Ernst von Gemmingen (1794–1838) und der Charlotte Anna Maria von Horneck (1800–1863). Vom früh verstorbenen Vater erbte er den Besitz in Beihingen. Er war kaiserlich-königlicher Kämmerer und Rittmeister der Reserve des Fürst-Schwarzenberg 2. Ulanen-Regiments, bei welchem er 1851 bis 1871 diente. Er blieb ledig und wurde auf dem Friedhof von Beihingen beigesetzt. 